# Lucanus kraatzi
Lucanus kraatzi is een keversoort uit de familie vliegende herten (Lucanidae). De wetenschappelijke naam van de soort is voor het eerst geldig gepubliceerd in 1926 door Nagel.